# Fljótsdalshérað
Fljótsdalshérað es un municipio localizado en la zona septentrional de la región de Austurland, en Islandia nororiental. Su costa se encuentra en el extremo diametralmente opuesto al de Reikiavik, la capital nacional. 

## Territorio
Con 8.884 kilómetros cuadrados, Fljótsdalshérað es el municipio más extenso de Islandia. En términos de área, es comparable a Puerto Rico. Su zona sur se encuentra el glaciar Vatnajökull.  

### Naturaleza
Lo recorren los ríos Jökulsá á Fjöllum y Jökulsá á Dal, que nace en el embalse Hálslón de la central hidroeléctrica de Kárahnjúkar, que se encuentran en el sur de Fljótsdalshérað. Ambos ríos desembocan en la bahía de Héraðsflói, en la zona norte del municipio, en el océano Ártico.
Fljótsdalshérað es el hábitat de unos 5.000 a 10.000 renos salvajes. En su territorio se encuentra el bosque Hallormsstaðaskógur, el más grande de la isla.

## Población
Su población es de 4.033 habitantes (al 1 de abril de 2008) y después de Fjarðabyggð es el segundo municipio más poblado de Austurland. Tiene una densidad de 0,4 hab./km², por debajo del promedio nacional, que es casi de 3 hab./km².
La ciudad más poblada es Egilsstaðir, que con  2300 habitantes concentra más de la mitad de población. Es a su vez e la capital de la región.